# Prameniště

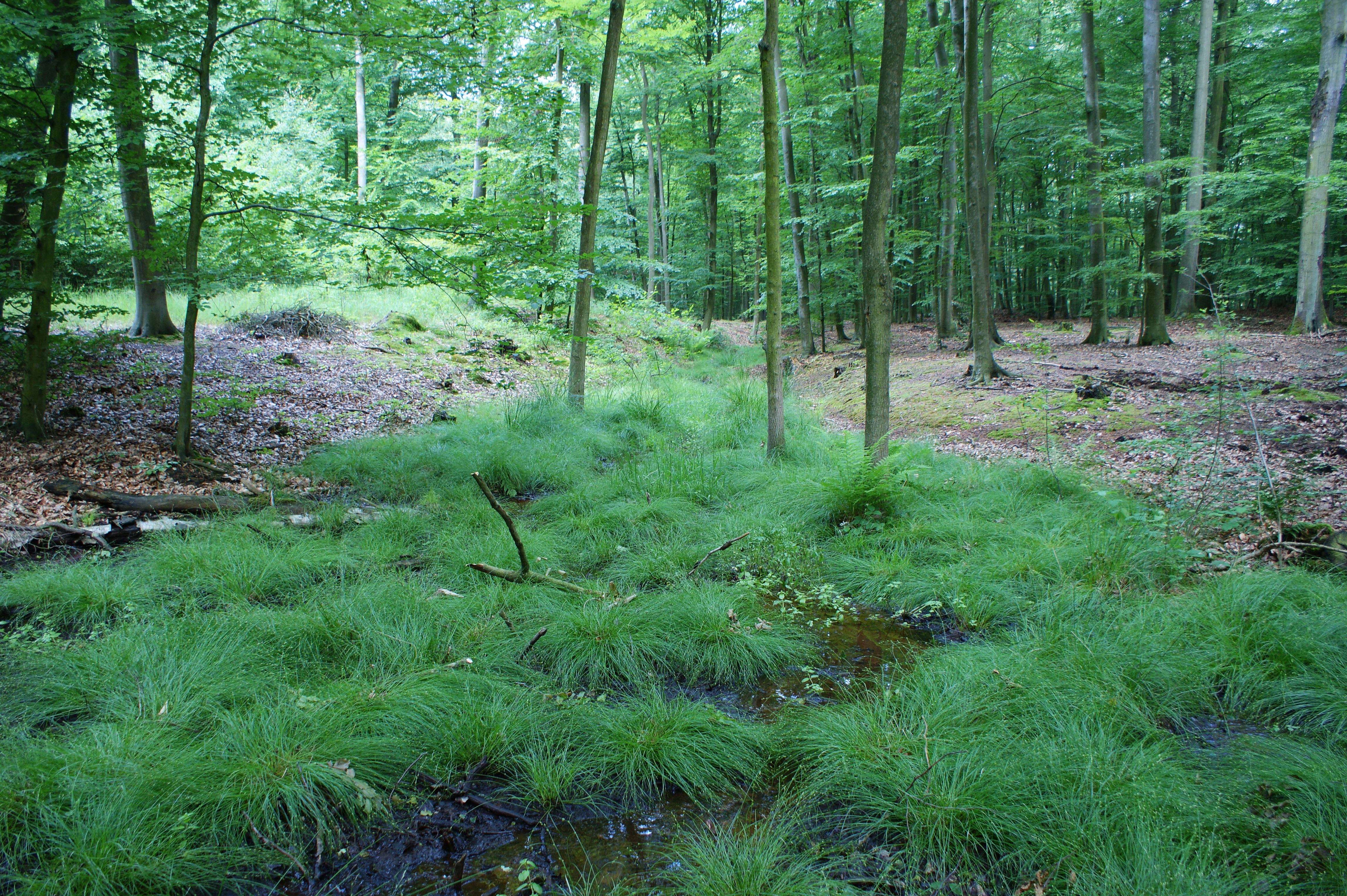
Lesní prameniště s typickým porostem ostřice řídkoklasé (Carex remota)

Prameniště je místo v krajině a druh zpravidla maloplošného biotopu, kde vyvěrá podzemní voda na povrch (viz též pramen). V jeho blízkosti se často tvoří specifický typ vegetace.

## Popis
Prameniště lze dělit podle několika kritérií. Prvním z nich je reakce vody, kdy se na místech bohatých vápníkem usazuje uhličitan vápenatý a tvoří tzv. pěnovce; na podloží z krystalických silikátových hornin k tvorbě pěnovců nedochází. Dále se rozlišuje způsob a intenzita vyvěrání, kdy voda buď může přímo odtékat pramennou stružkou, může tvořit tůňku a terénní prohlubeň a odtékat z nich, nebo jenom prosakovat do povrchových vrstev půdy a vytvářet rozbahněný mokřadní terén. Významným ekologickým faktorem je světlo: lesní prameniště bývají silně zastíněna, zatímco luční a subalpínská méně. Obecně se prameniště vyznačují poměrně stálou teplotou díky vyvěrající podzemní vodě; v létě jsou oproti terénu značně chladnější, v zimě naopak teplejší. Vyvěrající voda je prokysličená, což zabraňuje slatinění. Stálejší proti okolí je též vlhkost.

## Vegetace pramenišť

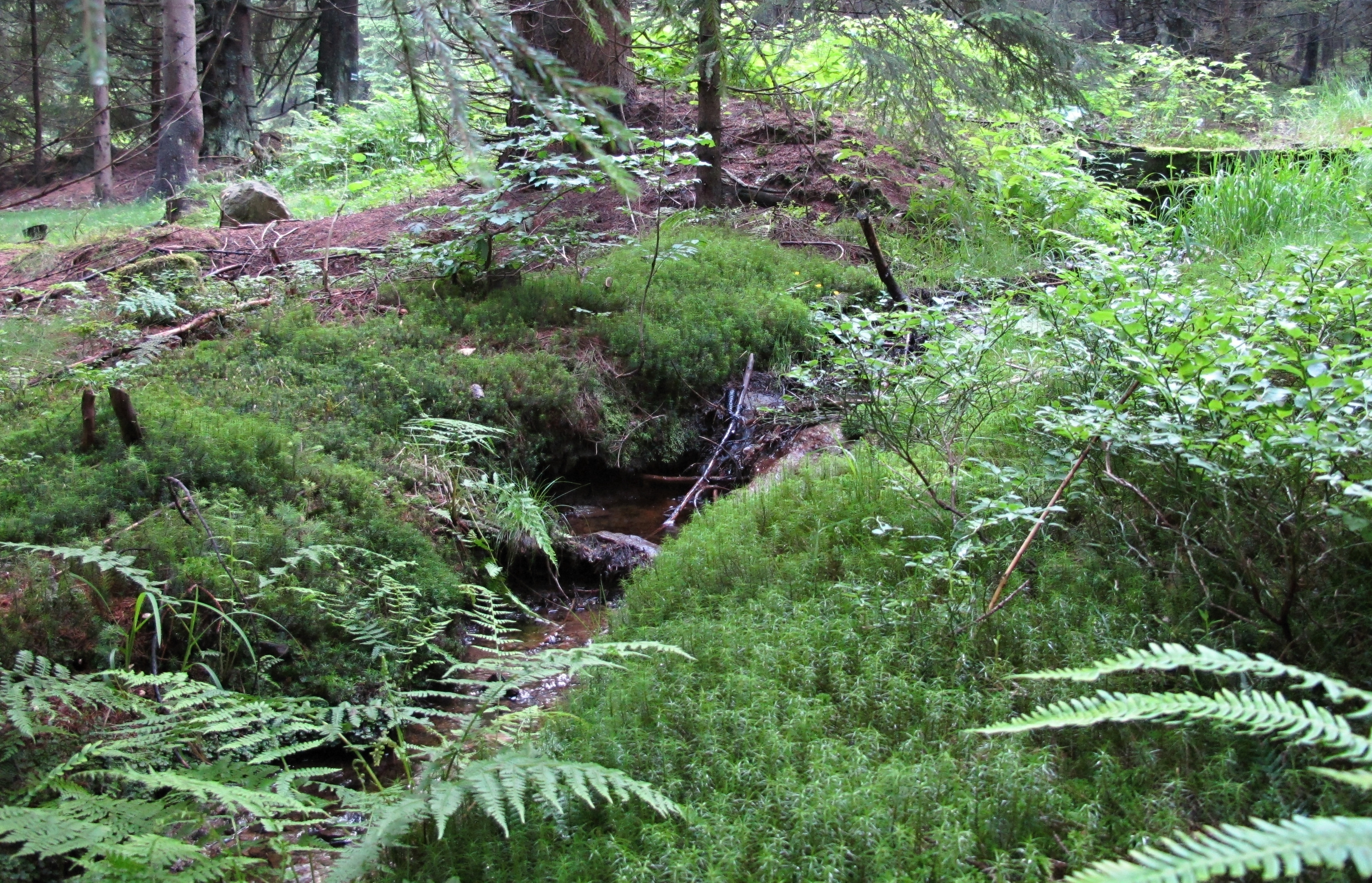
Prameniště s porosty mechů a kapradin

Prameništní vegetace se fytocenologicky řadí do třídy Montio-Cardaminetea. Dominantní složkou pramenišť, a zvláště těch zastíněnějších, jsou specializované druhy mechů a játrovek, které se zde vyskytují ve velkém počtu (např. rody Cratoneuron, Brachythecium, Bryum, Rhizomnium, Pellia a další). Výskyt cévnatých rostlin je dán charakteristikou stanoviště, především světla a půdní reakce. Na nevápnitých lesních prameništích je hojná například ostřice řídkoklasá vytvářející typické trsy, mokrýš střídavolistý, ptačinec hajní, devětsil bílý nebo řeřišnice hořká. Mimo les jsou typickými rostlinami pramenišť zdrojovka hladkosemenná, ptačinec mokřadní, různé druhy vrbovek nebo nízkých ostřic. Subalpínská kyselá prameniště porůstá například pažitka pobřežní, kropenáč vytrvalý, oměj šalamounek nebo řeřišnice hořká. Existují i bazická pěnovcová prameniště v subalpínském stupni, nikoli však na území ČR.
Ne na všech vývěrech a prameništích se ovšem vytváří specifická mokřadní vegetace: zejména luční prameniště mohou porůstat pouze vegetací vlhkých luk (svaz Calthion palustris) nebo vytvářet slatiništní vegetaci.

## Ochrana přírody

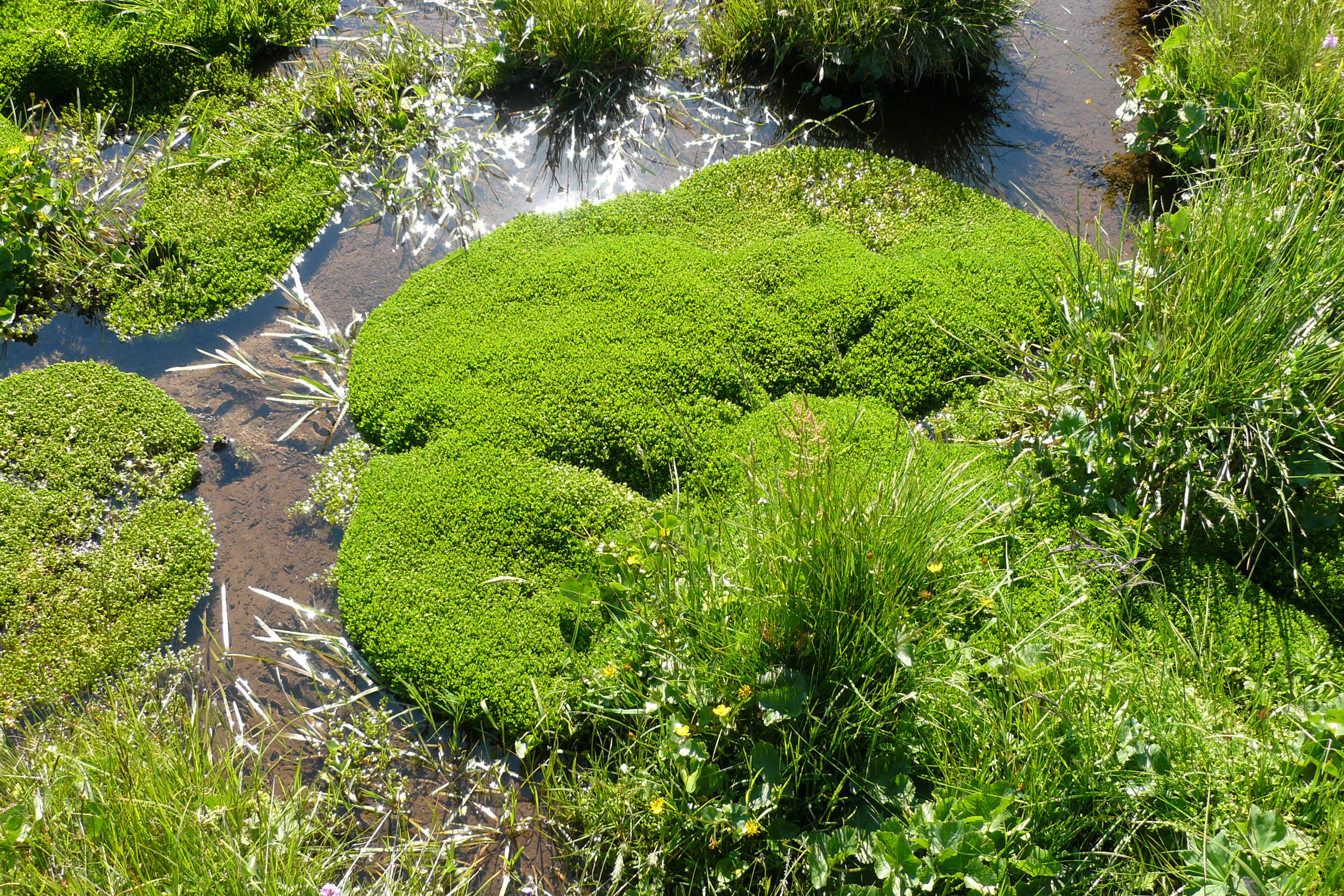
Luční prameniště se zdrojovkou hladkosemennou (Montia fontana)

Mnoho pramenišť je v České republice chráněno.
- Prameniště (přírodní rezervace) – přírodní rezervace, prameniště říčky Křemelná
- Prameniště Teplé
- Prameniště Blanice
- Račínská prameniště
- Prameniště Kateřinského potoka
- Prameniště Blatovského potoka
- Prameniště Pohořského potoka
- Prameniště Hamerského potoka U velké jedle
- Prameniště Hamerského potoka u Zvonkové